# Semaeopus irmata
Semaeopus irmata là một loài bướm đêm trong họ Geometridae.